# Trachelopachys bicolor
Espèce
Trachelopachys bicolor est une espèce d'araignées aranéomorphes de la famille des Trachelidae.

## Distribution
Cette espèce se rencontre en Bolivie et au Pérou.

## Description
Les mâles mesurent de 5,11 à 7,85 mm et les femelles de 6,41 à 8,33 mm.

## Publication originale
- Chamberlin, 1916 : Results of the Yale Peruvian Expedition of 1911. The Arachnida. Bulletin of the Museum of Comparative Zoology, Harvard, vol. 60, no 6, p. 177-299 (texte intégral).